# Nyoma
Nyoma es una localidad de la India en el distrito de Leh, estado de Ladaj.

## Geografía
Se encuentra a una altitud de 4 184 m s. n. m. a 185 km de la capital del distrito, Leh, en la zona horaria UTC +5:30.

## Demografía
Según estimación 2010 contaba con una población de 1 356 habitantes.